# Divizia A 1987-1988
Sezonul 1987-1988 al Diviziei A a fost cea de-a 70-a ediție a Campionatului de Fotbal al României, și a 50-a de la introducerea sistemului divizionar. A început pe 23 august 1987 și s-a terminat pe 22 iunie 1988. Campioana en-titre, Steaua București, și-a apărat cu succes titlul de campioană, fiind al patrulea titlu consecutiv. Pentru Steaua, acesta a fost cel de-al 13-lea titlu de campioană din istorie, devenind astfel cel mai titrat club din România la acea vreme, depășind-o pe Dinamo București.

## Echipe

### Stadioane
| Steaua București      | Universitatea Craiova | Olt Scornicești | Flacăra Moreni          |
| --------------------- | --- | --- | ----------------------- |
| Steaua                | Central | Viitorul | Flacăra                 |
| Capacitate: 32.000    | Capacitate: 37.000 | Capacitate: 25.000 | Capacitate: 10.000      |
|                       | | |                         |
| Dinamo București      | ASA Tîrgu Mureș | Argeș Pitești | Oțelul Galați           |
| Dinamo                | 23 August (Târgu Mureș) | 1 Mai (Pitești) | Oțelul                  |
| Capacitate: 15.032    | Capacitate: 15.000 | Capacitate: 17.500 | Capacitate: 16.000      |
|                       | | |                         |
| Rapid București       | OțelulUniversitateaFlacăraCorvinulBrașovArgeșUniversitateaASABacăuOltPolitehnicaPetrolulSuceavaBucureștiEchipele din București: · Dinamo · Rapid · Sportul · Steaua · VictoriaDivizia A 1987-1988 (România) DinamoRapidSteauaSportulVictoria Locația echipelor din București. | OțelulUniversitateaFlacăraCorvinulBrașovArgeșUniversitateaASABacăuOltPolitehnicaPetrolulSuceavaBucureștiEchipele din București: · Dinamo · Rapid · Sportul · Steaua · VictoriaDivizia A 1987-1988 (România) DinamoRapidSteauaSportulVictoria Locația echipelor din București. | Universitatea Cluj      |
| Rapid-Giulești        | OțelulUniversitateaFlacăraCorvinulBrașovArgeșUniversitateaASABacăuOltPolitehnicaPetrolulSuceavaBucureștiEchipele din București: · Dinamo · Rapid · Sportul · Steaua · VictoriaDivizia A 1987-1988 (România) DinamoRapidSteauaSportulVictoria Locația echipelor din București. | OțelulUniversitateaFlacăraCorvinulBrașovArgeșUniversitateaASABacăuOltPolitehnicaPetrolulSuceavaBucureștiEchipele din București: · Dinamo · Rapid · Sportul · Steaua · VictoriaDivizia A 1987-1988 (România) DinamoRapidSteauaSportulVictoria Locația echipelor din București. | Municipal (Cluj-Napoca) |
| Capacitate: 12.160    | OțelulUniversitateaFlacăraCorvinulBrașovArgeșUniversitateaASABacăuOltPolitehnicaPetrolulSuceavaBucureștiEchipele din București: · Dinamo · Rapid · Sportul · Steaua · VictoriaDivizia A 1987-1988 (România) DinamoRapidSteauaSportulVictoria Locația echipelor din București. | OțelulUniversitateaFlacăraCorvinulBrașovArgeșUniversitateaASABacăuOltPolitehnicaPetrolulSuceavaBucureștiEchipele din București: · Dinamo · Rapid · Sportul · Steaua · VictoriaDivizia A 1987-1988 (România) DinamoRapidSteauaSportulVictoria Locația echipelor din București. | Capacitate: 28.000      |
|                       | OțelulUniversitateaFlacăraCorvinulBrașovArgeșUniversitateaASABacăuOltPolitehnicaPetrolulSuceavaBucureștiEchipele din București: · Dinamo · Rapid · Sportul · Steaua · VictoriaDivizia A 1987-1988 (România) DinamoRapidSteauaSportulVictoria Locația echipelor din București. | OțelulUniversitateaFlacăraCorvinulBrașovArgeșUniversitateaASABacăuOltPolitehnicaPetrolulSuceavaBucureștiEchipele din București: · Dinamo · Rapid · Sportul · Steaua · VictoriaDivizia A 1987-1988 (România) DinamoRapidSteauaSportulVictoria Locația echipelor din București. |                         |
| Politehnica Timișoara | OțelulUniversitateaFlacăraCorvinulBrașovArgeșUniversitateaASABacăuOltPolitehnicaPetrolulSuceavaBucureștiEchipele din București: · Dinamo · Rapid · Sportul · Steaua · VictoriaDivizia A 1987-1988 (România) DinamoRapidSteauaSportulVictoria Locația echipelor din București. | OțelulUniversitateaFlacăraCorvinulBrașovArgeșUniversitateaASABacăuOltPolitehnicaPetrolulSuceavaBucureștiEchipele din București: · Dinamo · Rapid · Sportul · Steaua · VictoriaDivizia A 1987-1988 (România) DinamoRapidSteauaSportulVictoria Locația echipelor din București. | Sportul Studențesc      |
| 1 Mai (Timișoara)     | OțelulUniversitateaFlacăraCorvinulBrașovArgeșUniversitateaASABacăuOltPolitehnicaPetrolulSuceavaBucureștiEchipele din București: · Dinamo · Rapid · Sportul · Steaua · VictoriaDivizia A 1987-1988 (România) DinamoRapidSteauaSportulVictoria Locația echipelor din București. | OțelulUniversitateaFlacăraCorvinulBrașovArgeșUniversitateaASABacăuOltPolitehnicaPetrolulSuceavaBucureștiEchipele din București: · Dinamo · Rapid · Sportul · Steaua · VictoriaDivizia A 1987-1988 (România) DinamoRapidSteauaSportulVictoria Locația echipelor din București. | Regie                   |
| Capacitate: 40.000    | OțelulUniversitateaFlacăraCorvinulBrașovArgeșUniversitateaASABacăuOltPolitehnicaPetrolulSuceavaBucureștiEchipele din București: · Dinamo · Rapid · Sportul · Steaua · VictoriaDivizia A 1987-1988 (România) DinamoRapidSteauaSportulVictoria Locația echipelor din București. | OțelulUniversitateaFlacăraCorvinulBrașovArgeșUniversitateaASABacăuOltPolitehnicaPetrolulSuceavaBucureștiEchipele din București: · Dinamo · Rapid · Sportul · Steaua · VictoriaDivizia A 1987-1988 (România) DinamoRapidSteauaSportulVictoria Locația echipelor din București. | Capacitate: 15.000      |
|                       | OțelulUniversitateaFlacăraCorvinulBrașovArgeșUniversitateaASABacăuOltPolitehnicaPetrolulSuceavaBucureștiEchipele din București: · Dinamo · Rapid · Sportul · Steaua · VictoriaDivizia A 1987-1988 (România) DinamoRapidSteauaSportulVictoria Locația echipelor din București. | OțelulUniversitateaFlacăraCorvinulBrașovArgeșUniversitateaASABacăuOltPolitehnicaPetrolulSuceavaBucureștiEchipele din București: · Dinamo · Rapid · Sportul · Steaua · VictoriaDivizia A 1987-1988 (România) DinamoRapidSteauaSportulVictoria Locația echipelor din București. |                         |
| SC Bacău              | OțelulUniversitateaFlacăraCorvinulBrașovArgeșUniversitateaASABacăuOltPolitehnicaPetrolulSuceavaBucureștiEchipele din București: · Dinamo · Rapid · Sportul · Steaua · VictoriaDivizia A 1987-1988 (România) DinamoRapidSteauaSportulVictoria Locația echipelor din București. | OțelulUniversitateaFlacăraCorvinulBrașovArgeșUniversitateaASABacăuOltPolitehnicaPetrolulSuceavaBucureștiEchipele din București: · Dinamo · Rapid · Sportul · Steaua · VictoriaDivizia A 1987-1988 (România) DinamoRapidSteauaSportulVictoria Locația echipelor din București. | FCM Brașov              |
| Municipal             | OțelulUniversitateaFlacăraCorvinulBrașovArgeșUniversitateaASABacăuOltPolitehnicaPetrolulSuceavaBucureștiEchipele din București: · Dinamo · Rapid · Sportul · Steaua · VictoriaDivizia A 1987-1988 (România) DinamoRapidSteauaSportulVictoria Locația echipelor din București. | OțelulUniversitateaFlacăraCorvinulBrașovArgeșUniversitateaASABacăuOltPolitehnicaPetrolulSuceavaBucureștiEchipele din București: · Dinamo · Rapid · Sportul · Steaua · VictoriaDivizia A 1987-1988 (România) DinamoRapidSteauaSportulVictoria Locația echipelor din București. | Tineretului             |
| Capacitate: 17.500    | OțelulUniversitateaFlacăraCorvinulBrașovArgeșUniversitateaASABacăuOltPolitehnicaPetrolulSuceavaBucureștiEchipele din București: · Dinamo · Rapid · Sportul · Steaua · VictoriaDivizia A 1987-1988 (România) DinamoRapidSteauaSportulVictoria Locația echipelor din București. | OțelulUniversitateaFlacăraCorvinulBrașovArgeșUniversitateaASABacăuOltPolitehnicaPetrolulSuceavaBucureștiEchipele din București: · Dinamo · Rapid · Sportul · Steaua · VictoriaDivizia A 1987-1988 (România) DinamoRapidSteauaSportulVictoria Locația echipelor din București. | Capacitate: 10.000      |
|                       | OțelulUniversitateaFlacăraCorvinulBrașovArgeșUniversitateaASABacăuOltPolitehnicaPetrolulSuceavaBucureștiEchipele din București: · Dinamo · Rapid · Sportul · Steaua · VictoriaDivizia A 1987-1988 (România) DinamoRapidSteauaSportulVictoria Locația echipelor din București. | OțelulUniversitateaFlacăraCorvinulBrașovArgeșUniversitateaASABacăuOltPolitehnicaPetrolulSuceavaBucureștiEchipele din București: · Dinamo · Rapid · Sportul · Steaua · VictoriaDivizia A 1987-1988 (România) DinamoRapidSteauaSportulVictoria Locația echipelor din București. |                         |
| Victoria București    | CSM Suceava | Petrolul Ploiești | Corvinul Hunedoara      |
| Victoria              | Areni | Ilie Oană | Corvinul                |
| Capacitate: 2.888     | Capacitate: 12.500 | Capacitate: 20.000 | Capacitate: 17.500      |
|                       | | |                         |

## Clasament
| Loc | Echipă                    | Pct. | MJ | V  | E | Î  | GM  | GP | DG   | Calificare sau retrogradare          |
| --- | ------------------------- | ---- | -- | -- | - | -- | --- | -- | ---- | ------------------------------------ |
| 1.  | Steaua București (C)      | 64   | 34 | 30 | 4 | 0  | 114 | 9  | +105 | Cupa Campionilor 1988-89 Prima rundă |
| 2.  | Dinamo                    | 63   | 34 | 30 | 3 | 1  | 107 | 25 | +82  | Cupa Cupelor 1988-89 Prima rundă     |
| 3.  | Victoria                  | 40   | 34 | 18 | 4 | 12 | 58  | 41 | +17  | Cupa UEFA 1988-89 Prima rundă        |
| 4.  | Oțelul                    | 39   | 34 | 18 | 3 | 13 | 49  | 46 | +3   | Cupa UEFA 1988-89 Prima rundă        |
| 5.  | Universitatea Craiova     | 36   | 34 | 16 | 4 | 14 | 61  | 51 | +10  | Cupa Balcanică 1988-89               |
| 6.  | Moreni                    | 33   | 34 | 13 | 7 | 14 | 40  | 48 | −8   |                                      |
| 7.  | Corvinul                  | 30   | 34 | 13 | 4 | 17 | 54  | 63 | −9   |                                      |
| 8.  | FCM Brașov                | 29   | 34 | 11 | 7 | 16 | 47  | 51 | −4   |                                      |
| 9.  | Argeș Pitești             | 29   | 34 | 11 | 7 | 16 | 41  | 47 | −6   |                                      |
| 10. | U Cluj                    | 29   | 34 | 11 | 7 | 16 | 39  | 54 | −15  |                                      |
| 11. | ASA Tîrgu Mureș           | 29   | 34 | 13 | 3 | 18 | 49  | 66 | −17  |                                      |
| 12. | SC Bacău                  | 29   | 34 | 10 | 9 | 15 | 37  | 54 | −17  |                                      |
| 13. | Rapid                     | 29   | 34 | 10 | 9 | 15 | 36  | 58 | −22  | Cupa Intertoto 1988                  |
| 14. | Sportul Studențesc        | 28   | 34 | 10 | 8 | 16 | 43  | 50 | −7   |                                      |
| 15. | Scornicești               | 28   | 34 | 12 | 4 | 18 | 38  | 63 | −25  |                                      |
| 16. | Politehnica Timișoara (R) | 26   | 34 | 10 | 6 | 18 | 35  | 53 | −18  | Retrogradare în Divizia B 1988-1989  |
| 17. | Petrolul Ploiești (R)     | 26   | 34 | 10 | 6 | 18 | 25  | 52 | −27  | Retrogradare în Divizia B 1988-1989  |
| 18. | CSM Suceava (R)           | 25   | 34 | 10 | 5 | 19 | 36  | 69 | −33  | Retrogradare în Divizia B 1988-1989  |

### Pozițiile pe etapă
| Etapă/ Echipă                | 1               | 2  | 3  | 4  | 5  | 6  | 7  | 8  | 9  | 10 | 11 | 12 | 13 | 14 | 15 | 16 | 17 | 18 | 19 | 20 | 21 | 22 | 23 | 24 | 25 | 26 | 27 | 28 | 29 | 30 | 31 | 32 | 33 | 34 |    |
| ---------------------------- | --------------- | -- | -- | -- | -- | -- | -- | -- | -- | -- | -- | -- | -- | -- | -- | -- | -- | -- | -- | -- | -- | -- | -- | -- | -- | -- | -- | -- | -- | -- | -- | -- | -- | -- | -- |
| Etapă/ Echipă                | ASA Tîrgu Mureș | 13 | 17 | 13 | 12 | 15 | 11 | 13 | 11 | 12 | 13 | 14 | 13 | 13 | 13 | 11 | 9  | 11 | 12 | 10 | 9  | 9  | 8  | 8  | 9  | 11 | 9  | 11 | 8  | 10 | 8  | 10 | 9  | 10 | 11 |
| CSM Suceava                  | 3               | 4  | 5  | 7  | 11 | 13 | 12 | 14 | 16 | 17 | 17 | 16 | 18 | 16 | 18 | 16 | 15 | 16 | 16 | 17 | 16 | 17 | 15 | 16 | 17 | 17 | 18 | 17 | 18 | 18 | 18 | 18 | 18 | 18 |    |
| Corvinul Hunedoara           | 17              | 11 | 8  | 9  | 5  | 6  | 5  | 6  | 5  | 6  | 4  | 6  | 4  | 6  | 6  | 6  | 6  | 6  | 6  | 7  | 7  | 7  | 7  | 7  | 7  | 7  | 6  | 7  | 6  | 7  | 6  | 6  | 7  | 7  |    |
| Dinamo București             | 1               | 1  | 2  | 2  | 2  | 2  | 2  | 1  | 1  | 1  | 2  | 2  | 2  | 2  | 2  | 2  | 2  | 2  | 2  | 2  | 2  | 2  | 2  | 2  | 2  | 2  | 2  | 2  | 2  | 2  | 2  | 2  | 2  | 2  |    |
| Argeș Pitești                | 5               | 3  | 4  | 3  | 6  | 7  | 9  | 8  | 10 | 8  | 7  | 8  | 7  | 9  | 10 | 11 | 12 | 11 | 12 | 12 | 12 | 16 | 17 | 17 | 18 | 16 | 16 | 15 | 15 | 14 | 15 | 13 | 9  | 9  |    |
| Bacău                        | 7               | 14 | 14 | 17 | 18 | 18 | 17 | 17 | 17 | 15 | 16 | 15 | 15 | 14 | 13 | 14 | 16 | 15 | 15 | 16 | 15 | 11 | 14 | 11 | 13 | 11 | 13 | 12 | 14 | 12 | 14 | 11 | 11 | 12 |    |
| Brașov                       | 15              | 18 | 17 | 16 | 17 | 15 | 16 | 13 | 14 | 12 | 12 | 12 | 11 | 12 | 14 | 12 | 10 | 9  | 9  | 8  | 8  | 10 | 10 | 8  | 9  | 8  | 9  | 10 | 9  | 10 | 9  | 8  | 8  | 8  |    |
| Flacăra Moreni               | 8               | 5  | 6  | 8  | 8  | 4  | 8  | 7  | 9  | 9  | 8  | 5  | 8  | 5  | 4  | 5  | 5  | 5  | 5  | 5  | 5  | 5  | 5  | 6  | 6  | 6  | 7  | 6  | 7  | 6  | 7  | 7  | 6  | 6  |    |
| Olt Scornicești              | 14              | 7  | 12 | 10 | 12 | 10 | 7  | 9  | 7  | 7  | 11 | 11 | 10 | 11 | 8  | 10 | 9  | 8  | 8  | 10 | 10 | 9  | 9  | 10 | 8  | 10 | 8  | 9  | 8  | 9  | 8  | 10 | 12 | 15 |    |
| Oțelul Galați                | 9               | 12 | 18 | 13 | 9  | 8  | 6  | 5  | 3  | 4  | 3  | 4  | 3  | 4  | 3  | 4  | 4  | 4  | 4  | 4  | 4  | 4  | 4  | 4  | 4  | 3  | 3  | 4  | 4  | 4  | 4  | 4  | 4  | 4  |    |
| Petrolul Ploiești            | 18              | 9  | 9  | 11 | 13 | 14 | 15 | 16 | 15 | 16 | 15 | 17 | 14 | 17 | 17 | 18 | 18 | 18 | 18 | 18 | 18 | 18 | 18 | 18 | 16 | 18 | 17 | 18 | 17 | 17 | 17 | 17 | 17 | 17 |    |
| Politehnica Timișoara        | 10              | 13 | 11 | 14 | 10 | 12 | 11 | 10 | 8  | 10 | 9  | 9  | 6  | 8  | 9  | 8  | 8  | 10 | 11 | 11 | 11 | 14 | 12 | 14 | 14 | 15 | 14 | 16 | 16 | 16 | 16 | 14 | 16 | 16 |    |
| Rapid București              | 11              | 16 | 16 | 15 | 14 | 16 | 14 | 15 | 13 | 14 | 13 | 14 | 16 | 18 | 16 | 17 | 17 | 17 | 17 | 15 | 14 | 13 | 13 | 13 | 12 | 13 | 12 | 13 | 11 | 13 | 11 | 12 | 15 | 13 |    |
| Sportul Studențesc București | 16              | 15 | 15 | 18 | 16 | 17 | 18 | 18 | 18 | 18 | 18 | 18 | 17 | 15 | 15 | 15 | 13 | 13 | 14 | 14 | 17 | 15 | 16 | 15 | 15 | 14 | 15 | 14 | 12 | 15 | 12 | 15 | 13 | 14 |    |
| Steaua București             | 2               | 2  | 1  | 1  | 1  | 1  | 1  | 2  | 2  | 2  | 1  | 1  | 1  | 1  | 1  | 1  | 1  | 1  | 1  | 1  | 1  | 1  | 1  | 1  | 1  | 1  | 1  | 1  | 1  | 1  | 1  | 1  | 1  | 1  |    |
| Universitatea Cluj           | 6               | 10 | 10 | 6  | 7  | 9  | 10 | 12 | 11 | 11 | 10 | 10 | 12 | 10 | 12 | 13 | 14 | 14 | 13 | 13 | 13 | 12 | 11 | 12 | 10 | 12 | 10 | 11 | 13 | 11 | 13 | 16 | 14 | 10 |    |
| Universitatea Craiova        | 4               | 8  | 7  | 4  | 3  | 3  | 3  | 3  | 4  | 5  | 5  | 7  | 9  | 7  | 7  | 7  | 7  | 7  | 7  | 6  | 6  | 6  | 6  | 5  | 5  | 5  | 5  | 5  | 5  | 5  | 5  | 5  | 5  | 5  |    |
| Victoria București           | 12              | 6  | 3  | 5  | 4  | 5  | 4  | 4  | 6  | 3  | 6  | 3  | 5  | 3  | 5  | 3  | 3  | 3  | 3  | 3  | 3  | 3  | 3  | 3  | 3  | 4  | 4  | 3  | 3  | 3  | 3  | 3  | 3  | 3  |    |

| Câștigătorii Diviziei A, ediția 1987/1988 |
| ----------------------------------------- |
| \| Steaua București Al 13-lea Titlu       |

## Rezultate
| Oaspeți ► Gazde ▼                          | ASA | CSV | COR | DIN | ARG | BAC | BRA | FLA | OLT | OȚE | PET | POL | RAP | SPO | STE | UCL | UCR | VIB |
| ------------------------------------------ | --- | --- | --- | --- | --- | --- | --- | --- | --- | --- | --- | --- | --- | --- | --- | --- | --- | --- |
| ASA Tîrgu Mureș                            |     | 3–1 | 2–1 | 0–2 | 1–2 | 1–0 | 1–1 | 2–2 | 2–1 | 2–1 | 4–0 | 1–0 | 4–1 | 2–0 | 0–4 | 2–1 | 2–1 | 2–0 |
| CSM Suceava                                | 1–0 |     | 3–1 | 1–3 | 2–1 | 0–0 | 3–1 | 0–0 | 2–0 | 1–2 | 3–0 | 2–2 | 2–0 | 2–1 | 1–3 | 3–1 | 0–1 | 0–2 |
| Corvinul Hunedoara                         | 4–0 | 5–0 |     | 2–3 | 2–0 | 4–2 | 2–0 | 1–0 | 1–1 | 3–0 | 5–2 | 2–1 | 1–1 | 2–1 | 0–1 | 0–1 | 4–0 | 2–2 |
| Dinamo București                           | 2–1 | 9–1 | 8–2 |     | 4–0 | 3–1 | 5–1 | 2–0 | 6–0 | 3–1 | 5–0 | 6–0 | 5–2 | 2–1 | 0–0 | 4–0 | 3–1 | 2–0 |
| Argeș Pitești                              | 3–2 | 2–1 | 4–0 | 0–3 |     | 4–2 | 3–1 | 3–1 | 1–0 | 2–0 | 0–0 | 3–0 | 1–1 | 1–2 | 0–0 | 1–1 | 0–1 | 0–1 |
| Bacău                                      | 2–1 | 1–0 | 2–0 | 1–2 | 3–1 |     | 0–1 | 2–2 | 5–3 | 4–0 | 3–2 | 3–1 | 1–0 | 1–1 | 0–0 | 1–0 | 0–0 | 0–1 |
| Brașov                                     | 1–2 | 3–0 | 1–1 | 0–2 | 1–1 | 1–1 |     | 3–2 | 7–0 | 1–0 | 2–1 | 2–0 | 1–1 | 2–0 | 0–2 | 3–2 | 4–0 | 3–2 |
| Flacăra Moreni                             | 2–0 | 1–0 | 1–0 | 0–1 | 1–0 | 1–0 | 2–1 |     | 1–1 | 0–1 | 2–0 | 2–0 | 3–0 | 3–2 | 1–4 | 2–2 | 2–0 | 2–1 |
| Olt Scornicești                            | 3–2 | 0–3 | 3–1 | 0–0 | 0–2 | 2–0 | 1–0 | 2–0 |     | 3–0 | 3–2 | 2–0 | 2–0 | 4–0 | 0–4 | 1–0 | 3–2 | 0–0 |
| Oțelul Galați                              | 3–0 | 5–1 | 2–1 | 0–3 | 1–1 | 1–1 | 1–0 | 2–0 | 1–0 |     | 2–0 | 1–0 | 1–0 | 3–1 | 1–2 | 4–1 | 4–2 | 3–1 |
| Petrolul Ploiești                          | 1–0 | 0–0 | 1–0 | 0–2 | 1–0 | 0–0 | 0–0 | 0–1 | 1–0 | 1–2 |     | 1–1 | 0–0 | 1–0 | 0–4 | 3–0 | 3–2 | 1–0 |
| Politehnica Timișoara                      | 1–1 | 2–1 | 1–2 | 2–1 | 3–0 | 5–0 | 1–0 | 3–1 | 1–0 | 0–1 | 0–1 |     | 4–3 | 0–0 | 0–2 | 1–0 | 2–1 | 1–1 |
| Rapid București                            | 4–3 | 2–0 | 2–1 | 0–1 | 2–1 | 1–0 | 2–1 | 2–2 | 1–0 | 1–1 | 0–1 | 1–0 |     | 1–1 | 0–4 | 2–0 | 1–1 | 1–0 |
| Sportul Studențesc București               | 6–1 | 2–2 | 3–0 | 1–2 | 2–1 | 4–0 | 1–0 | 2–0 | 3–1 | 0–2 | 3–1 | 1–1 | 1–1 |     | 0–3 | 0–1 | 1–1 | 1–0 |
| Steaua București                           | 4–1 | 5–0 | 4–0 | 3–3 | 2–0 | 8–0 | 3–1 | 5–0 | 5–0 | 3–0 | 2–0 | 4–1 | 5–0 | 3–0 |     | 5–0 | 3–0 | 4–0 |
| Universitatea Cluj                         | 4–0 | 6–0 | 1–2 | 1–4 | 3–1 | 0–0 | 1–1 | 2–2 | 1–0 | 2–1 | 1–0 | 2–1 | 3–1 | 1–1 | 0–3 |     | 1–0 | 0–2 |
| Universitatea Craiova                      | 5–1 | 2–0 | 6–0 | 1–3 | 1–0 | 2–0 | 4–1 | 2–0 | 6–0 | 2–1 | 2–0 | 2–0 | 4–2 | 3–1 | 0–6 | 0–0 |     | 1–3 |
| Victoria București                         | 2–1 | 3–0 | 4–2 | 2–3 | 2–2 | 2–0 | 4–2 | 2–1 | 3–0 | 4–1 | 3–1 | 3–0 | 3–0 | 2–0 | 0–4 | 3–0 | 0–1 |     |
| Câștigă gazdele; Remiză; Câștigă oaspeții. |     |     |     |     |     |     |     |     |     |     |     |     |     |     |     |     |     |     |

## Golgheteri
- Victor Piturca - Steaua București - 34
- Claudiu Vaiscovici - Victoria București/Dinamo București - 27
- Gheorghe Hagi - Steaua București - 25
- Rodion Doru Gorun Camataru - Dinamo București - 17
- Dorin Mateut - Dinamo București - 17
- Radu Casuba - CSM Suceava - 15
- Ioan Craiu - Asa Tîrgu Mureș - 15
- Ion Goanta - Rapid București - 11
- Gavril Balint - Steaua București - 10
- Ovidiu Lazar - Bihor Oradea - 10
- Alexandru Terhes - FCM Brașov - 9
- Pavel Badea - Universitatea Craiova - 9
- Sorin Cigan - FCM Brașov - 7
- Ovidiu Hanganu - Corvinul Hunedoara - 7
- Marcel Coraș - Sportul Studențesc - 7
- Costel Orac - Dinamo București - 7
- Mircea Rednic - Dinamo București - 5